# My All (Polo G)
My All è un singolo del rapper statunitense Polo G, pubblicato il 9 dicembre 2022 dalla Columbia.

## Composizione
Su una produzione di chitarra acustica, l'artista parla della rottura con la propria fidanzata e discute di come ciò abbia cambiato il suo punto di vista sulle relazioni amorose.

## Video musicale
Il video musicale del brano è diretto da Cole Bennett, e vede Polo G seduto che racconta la sua storia. Sullo sfondo vengono proposte delle rievocazioni della sua vita, come il litigio con la sua fidanzata e la partecipazione al funerale di un suo caro amico.

## Classifiche
| Classifica (2022) | Posizione massima |
| ----------------- | ----------------- |
| Stati Uniti       | 102               |